# Supercopa feroesa de futbol
La Supercopa feroesa de futbol (feroès Stórsteypadystur, o simplement Stórsteypið) és una competició disputada entre el campió de la primera dividió del futbol feroès i el campió de la Copa de les Illes Fèroe de la temporada anterior.

## Historial de la competició
La Supercopa de les Illes Fèroees es va estrenar l'any 2007 amb el nom de Lions Cup (anomenada així per l'organització benèfica Lions Club que la coorganitza), ja que tots els beneficis dels partits es donen a organitzacions benèfiques. Des de la seva creació, la final de la Supercopa es juga el mes de març i inaugura oficialment la temporada del futbol feroès.

### Partits
| Temporada | Campió      | Resultat         | Finalista   | Seu                  |
| --------- | ----------- | ---------------- | ----------- | -------------------- |
| 2007      | B36         | 1 - 1 (5-3 pen.) | HB          | Gundadalur, Tórshavn |
| 2008      | NSÍ         | 4 - 0            | EB/Streymur | Gundadalur, Tórshavn |
| 2009      | HB          | 3 - 1            | EB/Streymur | Gundadalur, Tórshavn |
| 2010      | HB          | 2 - 1            | Víkingur    | Gundadalur, Tórshavn |
| 2011      | EB/Streymur | 2 - 0            | HB          | Gundadalur, Tórshavn |
| 2012      | EB/Streymur | 2 - 1            | B36         | Gundadalur, Tórshavn |
| 2013      | EB/Streymur | 1 - 0            | Víkingur    | Gundadalur, Tórshavn |
| 2014      | Víkingur    | 2 - 1            | HB          | Gundadalur, Tórshavn |
| 2015      | Víkingur    | 3 - 3 (5-3 pen.) | B36         | Tórsvøllur, Tórshavn |
| 2016      | Víkingur    | 1 - 0            | B36         | Tórsvøllur, Tórshavn |
| 2017      | Víkingur    | 2 - 1            | KÍ          | Tórsvøllur, Tórshavn |
| 2018      | Víkingur    | 1 - 1 (3-2 pen.) | NSÍ         | Tórsvøllur, Tórshavn |
| 2019      | HB          | 1 - 0            | B36         | Tórsvøllur, Tórshavn |
| 2020      | KÍ          | 1 - 1 (5:4 pen.) | HB          | Tórsvøllur, Tórshavn |
| 2021      | HB          | 3 - 1            | NSÍ         | Tórsvøllur, Tórshavn |
| 2022      | KÍ          | 3 - 1            | B36         | Tórsvøllur, Tórshavn |

### Guanyadors
| Equip         | Títols | Títols                       | Subcampionats | Subcampionats                |
| ------------- | ------ | ---------------------------- | ------------- | ---------------------------- |
| Víkingur Gøta | 5      | 2014, 2015, 2016, 2017, 2018 | 2             | 2010, 2013                   |
| HB Tórshavn   | 4      | 2009, 2010, 2019, 2021       | 4             | 2007, 2011, 2014, 2020       |
| EB/Streymur   | 3      | 2011, 2012, 2013             | 2             | 2008, 2009                   |
| KÍ Klaksvík   | 2      | 2020, 2022                   | 1             | 2017                         |
| B36 Tórshavn  | 1      | 2007                         | 5             | 2012, 2015, 2016, 2019, 2022 |
| NSÍ Runavík   | 1      | 2008                         | 2             | 2018, 2021                   |

### Màxims golejadors de la competició (2022)
| Rank | Name                | Club(s)         | Goals |
| ---- | ------------------- | --------------- | ----- |
| 1    | Arnbjørn Hansen     | EB/Streymur     | 3     |
| 1    | Fróði Benjaminsen   | B36 (1), HB (2) | 3     |
| 1    | Michal Przybylski   | HB (2), B36 (1) | 3     |
| 2    | Rógvi Poulsen       | HB              | 2     |
| 2    | Bárður Hansen       | Víkingur        | 2     |
| 2    | Finnur Justinussen  | Víkingur        | 2     |
| 2    | Sámal Jákup Joensen | Víkingur        | 2     |
| 2    | Sølvi Vatnhamar     | Víkingur        | 2     |